# Nin Trắng (bang)

Quận:
1 Ad Douiem
2 Al Gutaina
3 Kosti
4 Al Jabalian

Nin Trắng (tiếng Ả Rập: النيل الأبيض An Nīl al Ābyaḍ) là một trong 18 wilayat hoặc bang của Sudan. Bang có diện tích 39.701 km2 và dân số ước tính là 1.140.694 (2008). Từ năm 1994 Rabak là thủ phủ của bang; các thành phố quan trọng khác bao gồm Kosti và Ed Dueim.
Phân cấp hành chính bang được chia thành bốn quận:
1. Ad Douiem
2. Al Gutaina
3. Kosti
4. Al Jabalian